# Paris (musical)
Paris è una musical con musica di Cole Porter e libretto di Martin Brown.

## Storia
La prima assoluta è stata al Nixon's Apollo Theatre di Atlantic City il 6 febbraio 1928, all'Adelphi Theatre di Filadelfia il 13 febbraio, al Wilbur Theatre di Boston il 7 maggio ed al Poli Theatre di Washington il 30 settembre.
La commedia debuttò l'8 ottobre del 1928 al Music Box Theatre per il Broadway theatre e chiuse il 23 marzo 1929 dopo 195 repliche. La regia dello spettacolo fu affidata a Red Stanley. Fra gli interpreti originali ricordiamo Irene Bordoni e Arthur Margetson. Fra le canzoni più popolari di questa produzione ricordiamo Let's Do It, Let's Fall in Love e Let's Misbehave che, malgrado fosse stata eliminata dalla produzione dopo poche repliche, ottenne un grande successo commerciale.

## Trama
Cora Sabot, una ricca americana dai modi schietti e sbrigativi, raggiunge il figlio in vacanza a Parigi con lo scopo di dissuaderlo dallo sposare Vivienne Rolland, una popolare ballerina francese.

## Numeri musicali
- Two Little Babes in the Wood
- Don't Look at Me That Way
- Let's Do It, Let's Fall in Love
- Vivienne
- The Heaven Hop

Numeri musicali eliminati durante il rodaggio dello show o subito dopo il debutto a New York:
- Quelque-Chose (eliminata subito dopo il debutto a New York, originariamente scritta per Greenwich Village Follies)
- Let's Misbehave (eliminata subito dopo il debutto a New York, venne sostituita da Let's Do It, Let's Fall in Love)
- Which (eliminata durante il rodaggio dello show)
- Dizzy Baby (scritta per lo show ma mai utilizzata)
- Bad Girl in Paree (scritta per lo show ma mai utilizzata)
- When I Found You (scritta per lo show ma mai utilizzata)
- Blue Hours (scritta per lo show ma mai utilizzata)